# Joel LeBaron
Joel LeBaron, född 1923, död 1972, grundade mormonkyrkan De Förstföddas Kyrka i Ändens Tid. Han mördades av medlemmar av sin bror Ervil LeBarons rivaliserande sekt, Guds Lamms kyrka.
I början av 1950-talet tillhörde LeBaron Rulon C. Allreds kyrka Apostolic United Brethren. 
Joel LeBaron hävdar att han då drog sig tillbaka till bergen för att söka den Högstes vägledning.
Han ska då fått besök av himmelska budbärare som givit honom tydliga direktiv om hur "Guds hus skulle återupprättas". 
I augusti 1955 samlades Joel och hans två bröder Ross och Floren för att ordinera varandra till patriarker, med Ross som "huvudpatriark", Joel som "president" och Floren som "Förste Rådgivare".
Den 21 september 1955 samlades de tre bröderna LeBaron igen. De döpte och konfirmerade varandra och organiserade officiellt De Förstföddas Kyrka i Ändens Tid. 
LeBaron menade att Jesu Kristi Kyrka av Sista Dagars Heliga "bildats för att förbereda de heliga för medlemskap i De Förstföddas Kyrka". 
På uppmaning av sin bror Floren uppsökte Joel en skyddad vrå i en canyon utanför Salt Lake City. 
Där ska ha fått "personligt besök av inte mindre än nitton profeter, inklusive Abraham, Moses, Kristus och Joseph Smith." 
Under 1955 sökte de tre bröderna (tillika de enda tre medlemmarna av deras nya kyrka), utan framgång, värva medlemmar bland andra mormonfundamentalister. Ross gav upp och hoppade av medan Joel och Floren återvände till Colonia LeBaron i början av 1956.  
Där lyckades de övertala två av deras egna familjemedlemmar att gå med i kyrkan; Alma och Ervil LeBaron. 
Deras mor Maude blev den femte nydöpte medlemmen i den lilla församlingen.
Några månader senare lät Ervil LeBaron, med stöd av sin bror Joel, publicera en skrift med rubriken "Priesthood Expounded" i vilken man lägger fram sina argument rörande familjen LeBarons anspråk på prästerlig auktoritet. 
Man hävdade där, med hänvisning till några verser i två mormonskrifter, att det fanns en särskild "smörjelse" (Läran och Förbunden 124:57) eller "förstfödslorätt" (Den kostbara pärlan, Abrahams bok 1:2-3), som tillföll den högste jordiske ledaren för Kristi kyrka. Detta ämbete (som var högre än alla profet- eller presidentskap) hade enligt LeBaron utövats av fyra personer: Joseph Smith, Benjamin F Johnson, Alma Dayer LeBaron och Joel LeBaron.
Efter en dispyt mellan Joel och Ervil LeBaron grundade den senare en egen kyrka, Guds Lamms kyrka, och beordrade medlemmar att mörda Joel, vilket skedde.